# Optimaliteitstheorie
Optimaliteitstheorie (OT) is een in de vroege jaren negentig door de Amerikaanse taalkundigen Paul Smolensky, Alan Prince en John McCarthy ontwikkeld model van taalkundige structuur. Ze wordt beschouwd als de opvolger van de in 1990 door Géraldine Legendre, Yoshiro Miyata en Smolensky voorgestelde Harmonische Grammatica. De Optimaliteitstheorie heeft aanvankelijk vooral ingang gevonden in de fonologie en de morfofonologie, maar is later ook toegepast in de semantiek, de pragmatiek en de syntaxis.
De centrale gedachte van de Optimaliteitstheorie is dat taalkundige vormen worden gecreëerd in de interactie van met elkaar in conflict zijnde krachten, geformuleerd als constraints, beperkingen aan de onderliggende structuren van taaluitingen. Bij processen als taalverwerving en eventuele tweedetaalverwerving worden de constraints in feite op de juiste manier gerangschikt.
Het minimalistisch programma van Chomsky vertoont sterke overeenkomsten met de Optimaliteitstheorie, bijvoorbeeld doordat van de verschillende mogelijke syntactische afleidingen van een zin er één wordt uitgekozen die "economisch" het meest verantwoord is. Net als in de OT wordt hiermee als het ware een competitie tussen verschillende inputkandidaten verondersteld.

## Optimaliteitstheorie versus generatieve grammatica
De Optimaliteitstheorie onderscheidt zich van de traditionele generatieve grammatica doordat er fundamenteel verschillende aannamen met betrekking tot de aard van de beperkingen waaraan de kandidaten moeten voldoen worden gedaan. Dit kan schematisch als volgt worden weergegeven:
| OT | Generatieve grammatica                                                                                             |
| --- | --- |
| Alle beperkingen zijn universeel. | Sommige beperkingen zijn taalspecifiek, andere universeel.                                                         |
| Beperkingen kunnen worden geschonden. | Beperkingen kunnen niet worden geschonden.                                                                         |
| Beperkingen kunnen worden gerangschikt. | Alle beperkingen gelden op dezelfde manier.                                                                        |
| Er is sprake van "competitie" door de aanwezigheid van zowel externe factoren (de andere kandidaten) als interne (inherent aan bijvoorbeeld de structuur van de kandidaten als zodanig). | Het al dan niet grammaticaal zijn van een kandidaat kan uitsluitend worden herleid tot zijn interne eigenschappen. |

## Formalisme

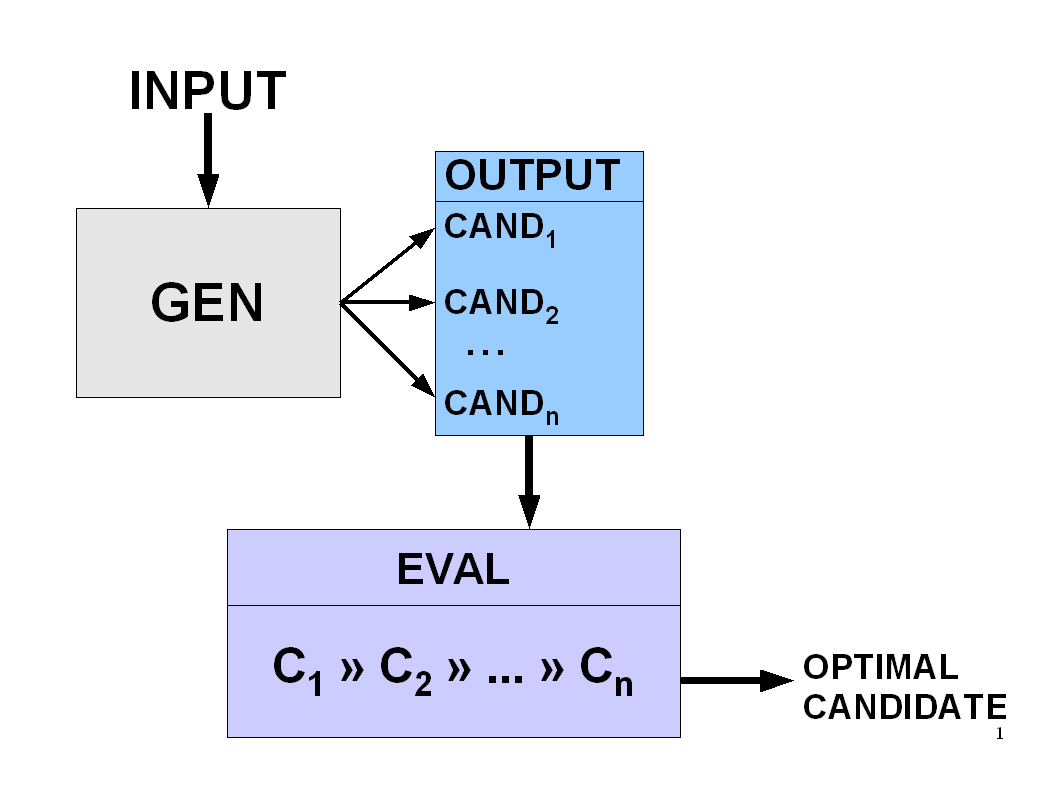
Schematische weergave van de Optimaliteitstheorie. Verklaring: GEN = Generator, CAND = Candidates, EVAL = Evaluation, C =
Constraints

Formeel poneert de optimaliteitstheorie een grammatica als bestaande uit een generator (GEN), een verzameling constraints (CON) en een evaluator (EVAL).

#### GEN
GEN is een 'machine' die, gegeven een invoerstructuur, een potentieel oneindige hoeveelheid kandidaatstructuren genereert. Volgens de theorie van de universele grammatica is het namelijk zo dat er geen taalgebonden grenzen zijn aan het aantal mogelijke inputs; elke grammatica kan elke mogelijke input verwerken. Dus elke taal zonder medeklinkerclusters zal een input als /flask/ toch goed kunnen verwerken, bijvoorbeeld door middel van epenthesis en prosthesis (de output wordt dan /falasak/ of /falasaka/ als de taal ook geen coda's kent), of door middel van deletie (de output wordt dan bijvoorbeeld /fas/, /fak/, /las/ of /lak/).

#### CON
De constraints CON zijn volgens de universele grammatica in alle talen hetzelfde. Ze zijn bovendien onderling gerangschikt, en alle schendbaar. Bij het produceren of interpreteren van taaluitingen wordt gezocht naar een optimale structuur, waarbij constraints met een "lage" rang geschonden mogen worden, mits dit ertoe leidt dat de uiteindelijke structuur zich aan de "hoger gerangschikte" (dominante) constraints houdt.
Het feit dat de constraints volgens de universele grammatica in alle talen hetzelfde zijn maar alleen op verschillende manieren kunnen worden gerangschikt, heeft gevolgen voor het aantal talen dat mogelijk is. Hieruit volgt namelijk dat er niet méér mogelijke grammatica's zijn dan er manieren zijn waarop de constraints kunnen worden gerangschikt. Het aantal mogelijke rangschikkingen is gelijk aan de faculteit van het totale aantal constraints. In de praktijk zal het gezien het verschijnsel fonologische opaciteit en/of de geringe uitwerking van sommige constraints (zie ook de subkop EVAL) echter zeer lastig zijn om in alle grammatica's de precieze volgorde van de constraints te achterhalen.
Er zijn twee basistypen constraints te onderscheiden, die elkaar in feite tegenwerken: die van "getrouwheid" (faithfulness) volgens welke de output zo veel mogelijk identiek moet zijn aan de input, en die van gemarkeerdheid (markedness) volgens welke de structuur van de output zo veel mogelijk aan de fonotactische beperkingen moet voldoen. Het eerste type constraint wil de onderliggende vorm dus zo veel mogelijk hetzelfde houden, terwijl het tweede type deze vorm juist zo veel mogelijk wil aanpassen.
Neem als voorbeeld het Nederlandse woord herfst. Dit woord eindigt in een cluster van vier medeklinkers (r, f, s, t), en dat geldt taalkundig als een enigszins ongewenste situatie: er zijn veel talen die een dergelijke stand van zaken helemaal niet kennen en er zijn redenen om aan te nemen dat alle talen onderhevig zijn aan een kracht - in de Optimaliteitstheorie genoteerd als *Coda of NoCoda (geen coda)-, die woorden wil laten bestaan uit zo veel mogelijk open lettergrepen (met name aan het begin en in het midden van woorden), ofwel regelmatige opeenvolgingen van klinkers en medeklinkers. Als we het woord helemaal aan die kracht zouden laten voldoen, zouden we bijvoorbeeld herefeset krijgen. In menselijke taal is echter ook een tegengestelde kracht aan het werk, die bepaalt dat woorden zo min mogelijk veranderd worden. Uit de interactie van deze twee krachten komt in sommige variëteiten van het Nederlands de uitspraak herefst naar voren.

#### EVAL
EVAL selecteert uitsluitend op basis van de schendingen van de hoogst gerangschikte constraint de uiteindelijk gerealiseerde vorm ofwel output. De output is dus de kandidaat die overblijft nadat alle kandidaten die de hoogste constraint vaker geschonden hebben zijn geëlimineerd. Als de constrainthiërarchie bijvoorbeeld C1 >> C2 >> C3 is, en kandidaat A de constraints C2 en C3 vaker schendt dan kandidaat B, terwijl kandidaat B op zijn beurt constraint C1 vaker schendt dan kandidaat A, dan zal kandidaat A de optimale output zijn, zelfs wanneer deze vorm C3 en C2 vaker schendt dan kandidaat B constraint C1 schendt.
Een soortgelijk voorbeeld is hieronder weergegeven. De "wijsvinger" markeert de optimale kandidaat:
|    | C1 | C2  | C3  |
| -- | -- | --- | --- |
| ☞A | *  | *   | *** |
| B  | *  | **! |     |

De schending van de middelste constraint is hier doorslaggevend, omdat de hoogste constraint door geen van beide kandidaten wordt geschonden. Een gemiddeld gerangschikte constraint zal dus in de ene context geen effect hebben en in de andere wel, op voorwaarde dat er geen hogere constraint is die in dezelfde context geldt. Een voorbeeld is de regel *Coda in het Balangao. Deze constraint geldt niet in een vorm als taynan, vanwege een hoger gerangschikte getrouwheidsconstraint. Anderzijds geldt *Coda wel in de geredupliceerde vorm ma-tayna-taynan (vertaling: "herhaaldelijk worden achtergelaten") omdat de getrouwheidsconstraint in dit soort vormen niet geldt.
Sommige taalkundigen zoals Prince (2002) geven in plaats hiervan de voorkeur aan een vergelijkende tabel (e = gelijkwaardig, W= winnaar, L = verliezer):
|       | C1 | C2 | C3 |
| ----- | -- | -- | -- |
| A ~ B | e  | W  | L  |

Uit deze tabel valt direct op te maken of een constraint de voorkeur geeft aan de optimale of een suboptimale kandidaat. Dit maakt het makkelijker om door middel van generalisatie de volgorde van de constraints voor een bepaalde taal vast te stellen, aangezien er altijd een W moet zijn.

## Voorbeelden

### Fonetiek
De fonotactische beperkingen waaraan de vorming van Engelse meervouden gebonden is kan als volgt worden geanalyseerd in een schendingstabel of een vergelijkende tabel:
- /cat + z/ → [cats] ("katten")
- /dog + z/ → [dogz] ("honden")
- /dish + z/ → [dishiz] ("schotels")

De volgende constraints zijn hiërarchisch gerangschikt in een volgorde van belangrijk naar onbelangrijk (M= Germarkeerdheid, F = Getrouwheid):
- M: *SS - een schending voor elk paar opeenvolgende sibilanten in de output
- M: Agree(Voi) - een schending voor elk paar opeenvolgende klanken in de output waarvan de een stemhebbend is en de ander stemloos
- F: Ident(Voi) - een schending voor elke keer dat de klank in de input niet dezelfde sonoriteit heeft als de overeenkomende klank in de output, bijvoorbeeld de ene keer stemhebbend en de andere keer stemloos
- F: Max - een schending voor elke keer dat een klank in de input niet in de output verschijnt, ofwel voor deletie
- F: Dep - een schending voor elke keer dat een klank in de output niet in de input voorkomt, ofwel voor insertie

| dish + z | *SS | Agree | Max | Dep | Ident |
| -------- | --- | ----- | --- | --- | ----- |
| ☞ dishiz |     |       |     | *   |       |
| dishis   |     |       |     | *   | *!    |
| dishz    | *!  | *     |     |     |       |
| dish     |     |       | *!  |     |       |
| dishs    | *!  |       |     |     | *     |

| dog + z | *SS | Agree | Max | Dep | Ident |
| ------- | --- | ----- | --- | --- | ----- |
| dogiz   |     |       |     | *!  |       |
| dogis   |     |       |     | *!  | *     |
| ☞ dogz  |     |       |     |     |       |
| dog     |     |       | *!  |     |       |
| dogs    |     | *!    |     |     | *     |

| cat + z | *SS | Agree | Max | Dep | Ident |
| ------- | --- | ----- | --- | --- | ----- |
| catiz   |     |       |     | *!  |       |
| catis   |     |       |     | *!  | *     |
| catz    |     | *!    |     |     |       |
| cat     |     |       | *!  |     |       |
| ☞ cats  |     |       |     |     | *     |

Als gevolg van de constraint M: *SS verandert de meervoudsuitgang -s altijd in de allomorf -iz wanneer deze klank wordt voorafgegaan door een sibilant. Deze allomorf zal het als gevolg van het gelden van de constraint M: Agree(Voi) op zijn beurt winnen van de andere mogelijke allomorf, -is, doordat de "getrouwheidsconstraint" die de sibilant in de uitgang stemloos wil houden in het Engels lager is gerangschikt dan de constraint "Agree". Als gevolg hiervan treedt met andere woorden progressieve assimilatie van de Engelse meervouds-s op (ditzelfde verschijnsel kan op alternatieve wijze worden verklaard, door te stellen dat progressieve assimilatie hier eerder geldt dan eindklankverscherping; zie ook voedende en bloedende volgorde). Bij de vorm dogz is daarentegen sprake van geen enkele schending van een constraint, waardoor deze vorm automatisch de winnaar is. Het bepalen van de volgorde waarin de verschillende constraints gelden is aan de hand van vormen als deze niet mogelijk.
Dezelfde tabellen kunnen ook volgens de vergelijkende methode worden opgesteld:
| dog + z      | *SS | Agree | Max | Dep | Ident |
| ------------ | --- | ----- | --- | --- | ----- |
| dogz ~ dogiz | e   | e     | e   | W   | e     |
| dogz ~ dogis | e   | e     | e   | W   | W     |
| dogz ~ dog   | e   | e     | W   | e   | e     |
| dogz ~ dogs  | e   | W     | e   | e   | W     |

Uit de bovenstaande tabel voor dogz blijkt dat in dit geval de output altijd gelijk zal zijn aan de input: dogz. Het maakt niet uit hoe de constraints verder worden gerangschikt, want er zijn geen constraints die aan een verliezende kandidaat de voorkeur geven.
| cat + z      | *SS | Agree | Max | Dep | Ident |
| ------------ | --- | ----- | --- | --- | ----- |
| cats ~ catiz | e   | e     | e   | W   | L     |
| cats ~ catis | e   | e     | e   | W   | e     |
| cats ~ catz  | e   | W     | e   | e   | L     |
| cats ~ cat   | e   | e     | W   | e   | L     |

Uit de bovenstaande tabel voor catz blijkt dat Agree, Max, en Dep allemaal hoger zijn gerangschikt dan Ident, maar hieruit valt niet op te maken welke van de eerste drie constraints het meest dominerend is. De voorlopige hiërarchie wordt dan:
Agree, Max, Dep >> Ident
| dish + z        | *SS | Agree | Max | Dep | Ident |
| --------------- | --- | ----- | --- | --- | ----- |
| dishiz ~ dishis | e   | e     | e   | e   | W     |
| dishiz ~ dishz  | W   | W     | e   | L   | e     |
| dishiz ~ dish   | e   | e     | W   | L   | e     |
| dishiz ~ dishs  | W   | e     | e   | L   | W     |

De bovenstaande tabel is het meest doorslaggevend voor het bepalen van de uiteindelijke volgorde van alle constraints. Uit de tweede rij blijkt dat ofwel *SS ofwel Agree hoger moet zijn gerangschikt dan Dep, omdat deze laatste constraint de voorkeur geeft aan een verliezende vorm, dishz. Uit de derde rij blijkt dat Max hoger is gerangschikt dan Dep. Uit de laatste rij blijkt dat een van de constraints *SS of Ident moet domineren boven Dep; dit kan alleen *SS zijn, aangezien Ident al was "uitgeschakeld" bij de vorm cat + z. Hiermee wordt de nieuwe constrainthiërarchie dan
*SS, Max >> Dep >> Ident
Vormen als fish-iz en dish-iz zijn hiermee verklaard. Wanneer ook de constraint Agree nog wordt inbegrepen, zijn twee nieuwe volgordes mogelijk:
*SS, Max >> Agree, Dep >> Ident
of
*SS, Max, Agree >> Dep >> Ident
Omdat in deze schijfwijze bepaalde constraints steeds andere overheersen, wat in de praktijk niet altijd het geval hoeft te zijn, geven veel taalkundigen de voorkeur aan bepaalde wiskundige modellen zoals tralies en Hasse-diagrammen om de constrainthiërarchie weer te geven.

## Varianten
Verschillende varianten van de optimaliteitstheorie (vooral OT-fonologie) zijn gemodelleerd en geïmplementeerd in de computerlinguïstiek. Een veelgebruikte techniek hierbij is het formuleren van constraints als eindigetoestandsautomaten.